# Ernst Vlcek
Ernst Vlcek (Viena, 1941) é um autor de ficção científica austríaco, também escreve sob o pseudônimo Paul Wolf.
Ernst Vlcek escreve as série de livros Perry Rhodan e sua série irmã Atlan. Seui primeiro trabalho em Perry Rhodan foi no livro de bolso (nº 46,  planeta sob quarentena ) de 1968, seu primeiro livro de Atlan foi o (nº 22) 1970, seu primeiro livro em Perry Rhodan foi (nº 509) 1971.  Dos livros de número (Perry Rhodan) 1211 a 1999 ele se tornou escritor-chefe. Ernst Vlcek também foi autor de Fantasy - na série Mythor. Ele criou a série "Assassino demoníaco", que foi resumida hoje na forma de livros.